# FK Riteriai
FK Riteriai er en litauisk fodboldklub fra hovedstaden Vilnius.
Holdets farver er grøn og hvid. Klubben har hjemmebane på LFF stadionas (kapacitet 5.000).

## Historiske navne
- 2005 – Trakų F.K. (FK Trakai fra Trakai);
- 2019 – Riterių F.K. (FK Riteriai fra Vilnius).[1]

## Historiske slutplaceringer

### FK Trakai
| Sæson | Niveau | Liga       | Placering | Kilde  | Notering  |
| ----- | ------ | ---------- | --------- | ------ | --------- |
| 2010  | 3.     | Antra lyga | 4.        | [ 2 ]  | Oprykning |
| 2011  | 2.     | Pirma lyga | 4.        | [ 3 ]  |           |
| 2012  | 2.     | Pirma lyga | 4.        | [ 4 ]  |           |
| 2013  | 2.     | Pirma lyga | 3.        | [ 5 ]  | Oprykning |
| 2014  | 1.     | A lyga     | 4.        | [ 6 ]  |           |
| 2015  | 1.     | A lyga     | 2.        | [ 7 ]  |           |
| 2016  | 1.     | A lyga     | 2.        | [ 8 ]  |           |
| 2017  | 1.     | A lyga     | 3.        | [ 9 ]  |           |
| 2018  | 1.     | A lyga     | 3.        | [ 10 ] |           |

### FK Riteriai (siden 2019)
| Sæson | Niveau | Liga       | Placering | Kilde  | Notering                  |
| ----- | ------ | ---------- | --------- | ------ | ------------------------- |
| 2019  | 1.     | A lyga     | 3.        | [ 11 ] |                           |
| 2020  | 1.     | A lyga     | 6.        | [ 12 ] |                           |
| 2021  | 1.     | A lyga     | 6.        | [ 13 ] |                           |
| 2022  | 1.     | A lyga     | 5.        | [ 14 ] |                           |
| 2023  | 1.     | A lyga     | 10.       | [ 15 ] | Nedrykning til Pirma lyga |
| 2024  | 2.     | Pirma lyga | 1.        | [ 16 ] | Oprykning                 |
| 2025  | 1.     | A lyga     | .         | [ 17 ] |                           |

## Klub farver
- Gul (og blå).

| FK RITERIAI | FK RITERIAI |

## Nuværende trup
Oversigten er opdateret til og med 23. juni 2025
| Nr. | Land     | Position | Spiller                |
| --- | -------- | -------- | ---------------------- |
| 5   | Litauen  | FO       | Milanas Rutkovskis     |
| 7   | Tyskland | MI       | Leif Estevez           |
| 8   | Litauen  | MI       | Armandas Šveistrys     |
| 9   | Litauen  | AN       | Meinardas Mikulėnas    |
| 10  | Litauen  | MI       | Simas Civilka          |
| 11  | Litauen  | MI       | Andrius Kaulinis       |
| 13  | Litauen  | FO       | Gustas Gumbaravičius   |
| 17  | Litauen  | MI       | Deimantas Rimpa        |
| 18  | Østrig   | MI       | Benjamin Mulahalilovic |

| Nr. | Land      | Position | Spiller             |
| --- | --------- | -------- | ------------------- |
| 19  | Litauen   | MI       | Rokas Stanulevičius |
| 22  | Frankrig  | MI       | Axel Galita         |
| 24  | Litauen   | MI       | Jonas Usavičius     |
| 30  | Litauen   | MI       | Karolis Šutovičius  |
| 32  | Brasilien | FO       | Arthur Pierino      |
| 37  | Litauen   | MM       | Artiom Šankin       |
| 44  | Litauen   | FO       | Kajus Stankevičius  |
| 77  | Litauen   | AN       | Ernestas Zdanovič   |
| 80  | Litauen   | FO       | Matas Latvys        |
| 92  | Litauen   | MM       | Kajus Andraikėnas   |

## Trænere
- Vytas Jančiauskas (2013)
- Edgaras Jankauskas (2014)
- Valdas Urbonas (2015-2016)
- Serhei Kovalets (2016)
- Oleg Vasilenko (2017-2018)[19]
- Kibu Vicuña (2018) [20][21]
- Albert Ribak (2018)
- Aurelijus Skarbalius (22. December 2018 – 18. juli 2019) [22][23]
- Albert Ribak (2019)
- Mindaugas Čepas (2020)
- Janusz Niedviedz (2020)
- Tommi Pikkarainen (2020)
- Valdas Trakys (2021)
- Miguel Moreira (6. august 2021 – 30. november 2021)[24]
- Glenn Ståhl (siden januar 2022)
- Pablo Villar (2022– 24. marts 2023)[25]
- Vladimir Janković (2023)
- Mattiew Silva (2023)[26]
- Sławomir Cisakowski, (14. februar 2024 – 15. januar 2025)[27][28]
- Gintautas Vaičiūnas